# Thecla loxurina
Thecla loxurina är en fjärilsart som beskrevs av Felder 1865. Thecla loxurina ingår i släktet Thecla och familjen juvelvingar. Inga underarter finns listade i Catalogue of Life.